# Bazyl. Człowiek z kulą w głowie
Bazyl. Człowiek z kulą w głowie (fr. Micmacs à tire-larigot) – francuski film komediowy z 2009 roku w reżyserii Jean-Pierre’a Jeuneta. Zdjęcia kręcono w Paryżu i Meudon.

## Fabuła
Bazyl żyje z kulą w głowie od czasu postrzału. Jego każdy dzień może okazać się ostatni, ponieważ ma 50% szans na przeżycie. Postanawia wykorzystać ten czas na zemstę na firmie produkującej broń. 

## Obsada
- Dany Boon jako Bazil
- André Dussollier jako Nicolas Thibault de Fenouillet
- Nicolas Marié jako François Marconi
- Jean-Pierre Marielle jako Placard
- Yolande Moreau jako Tambouille
- Julie Ferrier jako La Môme Caoutchouc
- Omar Sy jako Remington
- Dominique Pinon jako Fracasse
- Michel Crémadès jako Petit Pierre
- Marie-Julie Baup jako Calculette
- Urbain Cancelier jako Le gardien de nuit de Marconi
- Patrick Paroux jako Gerbaud
- Jean-Pierre Becker jako Libarski
- Stéphane Butet jako Matéo
- Philippe Girard jako Gravier